# Station Mauldeth Road
Mauldeth Road is een spoorwegstation van National Rail in Manchester in Engeland. Het station is eigendom van Network Rail en wordt beheerd door Northern Rail. 